# The Queen of Versailles
|  | Denne artikel er oprettet af botten PalnaBot ud fra en ekstern database. Den kan derfor have sproglige fejl eller mangler. Denne skabelon kan fjernes efter kontrol af indholdet. |

Dronningen af Versailles er en film instrueret af Lauren Greenfield.

## Handling
Queen of Versailles er en film om uhæmmet udøvelse af den amerikanske drøm. Vi følger en excentrisk og indtagende milliardærfamilie i deres stræben efter efter at bygge den største bolig i Amerika. Jackie er ex-skønhedsdronning, og David, en ejendomsmægler magnat, der har tjent sine mange penge på ejendomsleasing. Det er et ægteskab bygget på skønhed og penge. Huset skal være en kopi af Versailles slottet på Ile-de-France og kommer til at fungere som symbol på Jackie og Davids personlige rejse, da finanskrisen tvinger dem til at få solgt deres endnu ufærdige drømmehus. Filmen dokumenter en velhavende families extravagante livsstil og dens dramatiske fald, da den finansielle krise rammer dem.